# 屏風山 (岐阜県)
屏風山（びょうぶざん、びょうぶやま）は、岐阜県瑞浪市と恵那市とにまたがる標高794.1 mの山である。

## 概要
岐阜県中津川市・恵那市・瑞浪市の市街地は、盆地の形でほぼ西南西－東北東方向に並んでいる。
その南方には定高性のあるひと連なりの山塊が市街地と平行に並んでいる。この盆地と山地との高低差は屏風山断層の運動によるものであり、屏風山はこの山地を構成する山の一つである。山頂に一等三角点が所在する。
中央自動車道の屏風山パーキングエリアの名はこの山に由来しており、南東の方角に屏風のような山容を望むことができる。

## 周辺
- 寿老の滝
- 麗澤瑞浪中学校・高等学校
- 岐阜県立瑞浪高等学校
- 小里川ダム
- 道の駅そばの郷らっせぃみさと

## 位置情報
- 北緯35度22分2.5024秒 東経137度19分31.8914秒 / 北緯35.367361778度 東経137.325525389度
- 瑞浪［南東］ - 地理院地図
- 屏風山 (岐阜県) - Google マップ

一等三角点
- 点名「屏風山」
緯度・経度は上記に同じ
標高 794.10 m
所在地 岐阜県恵那市山岡町大字田代字大日向72番地の1